# الکساندر بیلدو

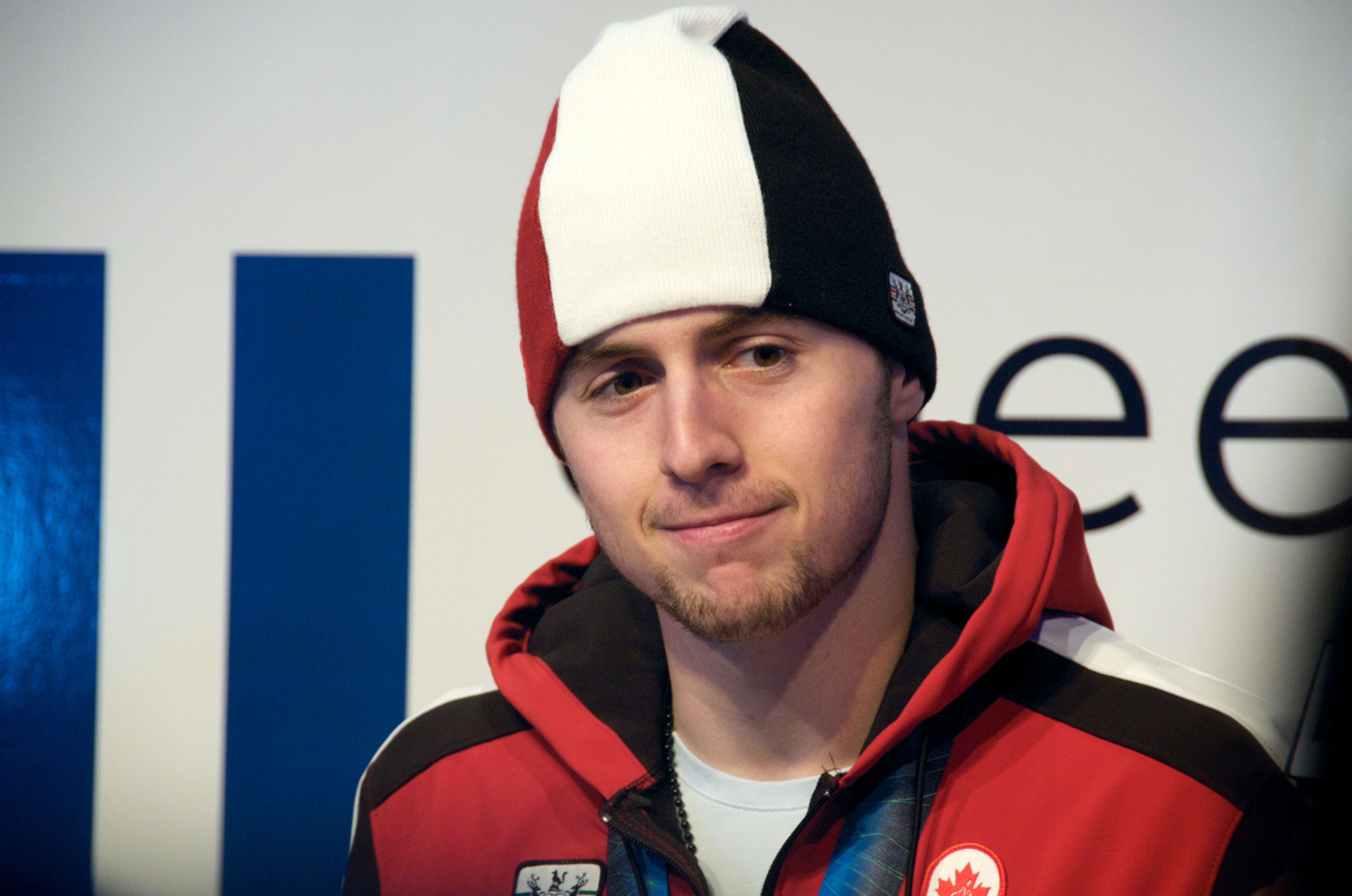

الکساندْر بیلدو (به فرانسوی: Alexandre Bilodeau) (سپتامبر ۱۹۸۸–) اسکی‌باز کانادایی است. او در المپیک زمستانی ۲۰۱۰ در رشتهٔ اسکی پشتهٔ مردان مدال طلا کسب کرد. بیلدو نخستین ورزشکار کانادیی است که در المپیکی که در کانادا میزبانی شود طلا کسب کرده‌است و همین شهرت وی را مضاعف کرده‌است. پیش از المپبک ونکوور، شهرهای مونترئال و کَلگِری به ترتیب میزبان بازی‌های تابستانی ۱۹۷۶ و زمستانی ۱۹۸۸ بوده‌اند.